# 謝赫村省
謝赫村省（阿拉伯语：محافظة كفر الشيخ），或卡夫拉·谢赫省，是埃及二十九省之一，位于尼羅河三角洲西北部、拉希德分支以東，北臨地中海。首府謝赫村。面积3,437平方公里，人口2,618,111人（2006年统计）。

## 名人
- 亞米德·齊威爾
- 萨德·扎格卢勒

## 外部連結
- 官方網頁 （阿拉伯文）